# John Radford
John Radford, född 22 februari 1947 i Hemsworth, Yorkshire, är en engelsk före detta fotbollsspelare.
Radford spelade större delen av sin karriär i Arsenal, där han bildade ett radarpar med Ray Kennedy. Han började som högerytter, men bytte sedermera till centerforward, och gjorde 149 mål på 481 matcher för Arsenal. Han kom till klubben som lärling 1963 och gjorde A-lagsdebut i mars 1964. I matchen mot Wolverhampton den 2 januari 1965 blev han med sina 17 år och 315 dagar Arsenals yngste spelare att göra hattrick.
1970 var han med om att vinna Mässcupen och gjorde då ett mål i finalreturen mot Anderlecht på Highbury. 1968 och 1969 hade Radford varit med om att förlora två ligacupfinaler, men 1971 fick han lämna Wembley Stadium som segrare. Han bidrog starkt med sina två målgivande passningar till att Arsenal kunde besegra Liverpool i FA-cupfinalen. Man hade därmed vunnit "dubbeln" för första gången – ligasegern hade säkrats fem dagar tidigare.
Radford fortsatte i Arsenal under 1970-talet, men skador och det faktum att Frank Stapleton började blomma ut, gjorde att han förlorade sin ordinarie plats. Han såldes till West Ham 1976 och stannade där i två år innan han avslutade proffskarriären med två säsonger i Blackburn Rovers. Han spelade sedan i amatörlaget Bishop's Stortford FC, en klubb han även tränade i slutet av 1980-talet och början av 90-talet. Radford spelade även två landskamper för England, men gjorde inget mål. Efter fotbollskarriären drev han under en period en pub i Essex.